# Iliouchine Il-20
L'Iliouchine Il-20 est un avion de reconnaissance et de renseignement d'origine électromagnétique quadrimoteur utilisé par l'aviation soviétique puis russe. C'est la version militaire de l'Iliouchine Il-18.

## Caractéristiques
Il était utilisé pour les observations avec un radar à visée latérale ou radar à synthèse d'ouverture, l'écoute d'origine électromagnétique et la prise de photos aériennes le long des frontières de l'Union Soviétique pendant la guerre froide. L'avion a des instruments de bord qui reconnaissent un large spectre de rayonnement électromagnétique.

## Historique
Le premier vol du premier prototype basé sur la carlingue d’un Il-18D eut lieu le 5 décembre 1968. Dix-huit exemplaires de série sont construits à l'usine Znamya Truda (près de Moscou). Les estimations les plus fiables tablent sur une douzaine d’appareils toujours en service en 2018 au sein des VKS où ils appartiennent aux ORAO (escadrons indépendants de reconnaissance) basés à Koubinka près de Moscou.
Pendant la première guerre de Tchétchénie, en 1994-1996, des Il-20 des 106e, 108e et 114e ORAO ont survolé et se sont approchés  du territoire  de la république mutinée. Au cours de ces opérations, ils ont principalement effectué des missions de renseignement SIGINT et de surveillance des communications radio. En avril 1996, un Il-20 a participé à l'opération visant à éliminer Djokhar Doudaïev, le premier président de la Tchétchénie. Les opérations en Tchétchénie ont révélé la nécessité de moderniser l'équipement de l'appareil. En particulier, le système de renseignement SIGINT Vishnya s'est avéré incapable de fonctionner dans la bande VHF. Au cours des opérations, des scanners AOR AR-2800, achetés pour quelques centaines de dollars, ont été installés dans l'avion et se sont révélés beaucoup plus efficaces que les appareils existants pour surveiller les transmissions VHF. Une autre faiblesse de l'Il-20 était l'absence de communication duplex codée pour relayer les données de reconnaissance, ce qui avait pour effet que les résultats des reconnaissances étaient transmis au poste de commandement avec un retard de quatre heures ou plus.
Lors de l’intervention militaire de la Russie en Syrie, le Il-20M codé RF-93610, portant le numéro d’usine 173011504 et le numéro de série 115-04 qui fut produit en 1973, avec un équipage de 15 personnes est abattu le soir du 18 septembre 2018 à 35 km au large de la Syrie par un missile sol-air S-200. Cette erreur de tir de la défense aérienne syrienne qui est sous un « commandement conjoint » russo-syrien a lieu à la suite d'un raid de la Force aérienne et spatiale israélienne contre des cibles à Lattaquié.

## Variantes

### Il-20M (izdeliye 17M)
Version opérationnelle standard.

### Il-20M1
Améliorations mineures dont les détails restent inconnus.

### Il-20RT (retranscripteur)
Il est utilisé par les forces spatiales russes comme point de collecte de données et de relais lors du lancement de missile balistique intercontinental (ICBM) et de fusées spatiales. Un carénage "canoë" d'environ 10 m de long est situé au-dessus du fuselage central ; l'Igla et d'autres capteurs de reconnaissance en sont retirés. Quatre avions ont été construits.

### Il-20M Anagramma
Est un avion unique converti en 2004 à partir du numéro de série 117-08 de l'Il-20M. Pendant longtemps, l'avion a volé sans numéro jusqu'à ce qu'il soit repeint en 2012 et enregistré sous le numéro RF-91819. En octobre 2013, il a été photographié par des chasseurs japonais près du Japon. Anagramma n'est pas une mise à jour importante ; il a conservé les antennes (ou peut-être seulement les carénages) des systèmes de communication et de renseignement Vishnya et du système ELINT Kvadrat. La seule différence extérieure par rapport à l'Il-20M standard est l'ajout d'énormes antennes en forme de boîte (peut-être liées à un système ESM) sur les côtés du fuselage arrière, ce qui a valu à l'avion d'être surnommé "Rubik's Cube" par les équipes de maintenance.

### Il-20 Monitor
Est un avion unique converti à partir de l'Il-20 numéro de série 117-06 vers 2009. L'avion est un élément d'un système plus large d'étude de la Terre ; des satellites portant le même nom de code Monitor ont également été développés et, en 2007, la société Mil a équipé l'un de ses hélicoptères (probablement un Mi-8) de la suite du programme Monitor. Selon certaines informations, le programme Monitor n'a pas été achevé et est désormais suspendu. L'avion Il-20M Monitor est équipé de grandes antennes cylindriques sur le dessus du fuselage, d'un radar panoramique sous le fuselage arrière et d'une tourelle d'observation de la Terre dans les sections avant.

### Il-20MS (izdeliye 17MS)
Version améliorée de la série actuelle développée dans le cadre du programme Retsenzent lancé en 2009. Le principal contractant du programme de modernisation est la société Iliouchine, et les sous-traitants sont l'Institut NIIS de Saint-Pétersbourg, qui a conçu et construit le système de reconnaissance NV1.17, et la société Myasishchev EMA de Zhukovsky, qui a installé les systèmes de mission dans l'avion. Avant ce travail, les avions sont révisés à l'usine de réparation d'avions ARZ 20 à Pouchkine, près de Saint-Pétersbourg. Le premier Il-20MS Retsenzent, converti à partir du numéro de série 116-03 de l'Il-20M, a volé pour la première fois le 28 février 2014, avec un équipage dirigé par Nikolai Kuimov. Après la mise à niveau, l'avion a reçu le numéro 90924, qui sera plus tard remplacé par l'enregistrement RF-90924. Au début de l'année 2015, l'avion poursuivait ses essais. Après leur achèvement, la majorité ou peut-être même tous les Il-20M en service devaient être modernisés au standard Il-20MS. Cependant, comme l'indique la société Iliouchine dans son rapport annuel de 2013, il n'y a pour l'instant plus de financement pour le programme.